# Шёнек (Мозель)
Шёнек (фр. Schœneck) — коммуна на северо-востоке Франции, регион Эльзас — Шампань — Арденны — Лотарингия, департамент Мозель, округ Форбак — Буле-Мозель, кантон Стирен-Вандель.

## Географическое положение

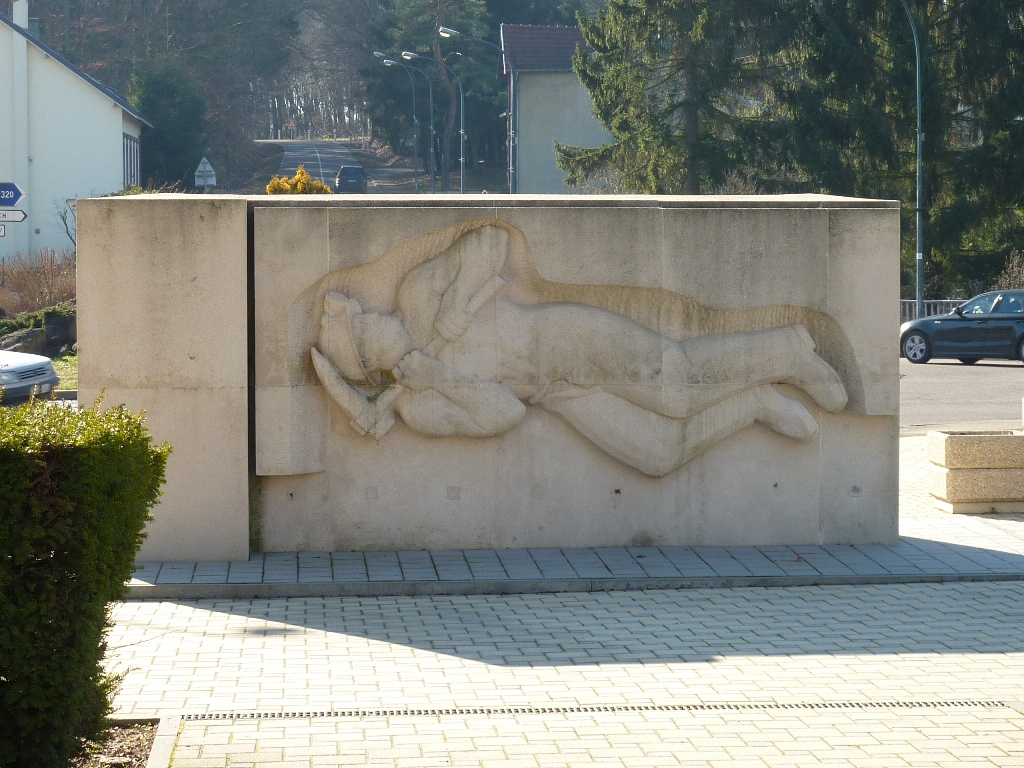
Памятник шахтёрам.

Шёнек расположен в 340 км к востоку от Парижа и в 60 км к востоку от Меца.

## История
- В 1618 году Шёнек был небольшой фермой сеньората Форбак.
- Деревня бывшей провинции Лотарингия.
- В Шёнек была открыта первая во Франции угольная шахта. С 1847 года стал индустриальным городом.

## Демография
По переписи 2011 года в коммуне проживало 2 782 человека.

## Достопримечательности
- Церковь Сен-Жозеф (1962), старая церковь (1860) была разрушена во время Второй мировой войны.